# Драган Галина Степанівна
Галина Степанівна Драган (нар. 12 липня 1947, село Журавка, тепер Шполянського районуЧеркаської області — 25 листопада 2023, місто Черкаси) — українська радянська діячка, газоелектрозварювальник та електрик Капітанівського цукрового заводу Новомиргородського району. Депутат Верховної Ради УРСР 10—11-го скликань.

## Біографія
Освіта середня спеціальна.
З 1963 до 1997 року — газоелектрозварниця, електрик Капітанівського цукрового заводу Новомиргородського району Кіровоградської області.
Потім — на пенсії в селищі Капітанівка Новомиргородського району.

## Нагороди
- орден Трудового Червоного Прапора (1968)
- медалі
- Відмінник харчової промисловості Української РСР